# Rito Alejo del Río
Rito Alejo del Río Rojas (Boyacá, 1944) fue un militar colombiano. Responsable de asesinatos sistemáticos, masacres y otros crímenes de lesa humanidad.

## Biografía
En 1967 fue nombrado Oficial del Ejército Nacional. Entre 1982 y 1983 estuvo en Israel donde coincidió con Carlos Castaño y adquirieron armas para grupos paramilitares. En 1986 dirigió el Batallón Rafael Reyes en Cimitarra (Santander), un suboficial que lo señaló por 'falsos positivos' del batallón Girardot, de Medellín, donde Del Río fue comandante en 1987. Entre 1995 y 1998 fue comandante de la Brigada XVII del Ejército Nacional. Durante su comandancia se llevan a cabo las Operaciones Génesis y la Operación Cacarica con presuntos vínculos con paramilitares. El coronel Carlos Alfonso Velásquez entregó un informe denunciando sus actividades en 1996. Fue nombrado posteriormente como Comandante de la Brigada XIII del Ejército Nacional con sede en Bogotá. En 1999 se le hizo un desagravio por las investigaciones en su contra en Bogotá por Álvaro Uribe Vélez.  En una oportunidad aspiró a la Gobernación de Boyacá. En 2001 Fiscalía de Alfonso Gómez Méndez le abre investigación. Se precluye su caso en 2004 por decisión del fiscal general de la Nación Luis Camilo Osorio, quien está siendo investigado por la Comisión de Acusación de la Cámara de Representantes por delitos relacionados con la infiltración de grupos paramilitares en la Fiscalía. La preclusión ha sido fuertemente cuestionada debido a que se sustenta en testimonios hechos por militares subalternos del mismo Rito Alejo del Río. En 2009 se reabren las investigaciones. Sobre su actividad militar en Urabá, Álvaro Uribe, entonces gobernador de Antioquia dijo:

“Nadie mejor que el general Del Río comprendió que a Urabá había llegado la hora de la paz, el Estado, y a fe que avanzó notablemente”
Álvaro Uribe Vélez

Condenado en 2012 a 25 años y 10 meses de prisión por el caso del asesinato del líder social chocoano Marino López en 1997. También es investigado por la masacre de Mapiripán y el asesinato de Jaime Garzón. Quedó en libertad al someterse a la Jurisdicción Especial para la Paz. En 2019 se divulgó un video donde hace fuertes críticas a expresidentes y al Centro Democrático.
En 2020 fue llamado nuevamente por la Jurisdicción Especial para la Paz, por hechos ocurridos en Turbo, Apartadó, Carepa, Chigorodó, Mutatá y Dabeiba, en Antioquia; y El Carmen del Darién, Riosucio, Unguía y Acandí, en el Chocó, durante su comandancia en la Brigada XVII del Ejército Nacional.